# Destroy Erase Improve
Destroy Erase Improve è il secondo album in studio del gruppo musicale svedese Meshuggah, pubblicato nel 1995 dalla Nuclear Blast.
L'album è stato inserito alla quarantaduesima posizione della lista 50 Greatest Prog Rocks of All Time della rivista musicale Rolling Stone. Nel 2017 la medesima rivista ha inserito Destroy Erase Improve alla settantasettesima posizione della lista The 100 Greatest Metal Albums of All Time.

## Tracce
Testi di Tomas Haake, musiche di Fredrik Thordendal, eccetto dove indicato.
1. Future Breed Machine – 5:48
2. Beneath – 5:07
3. Soul Burn – 5:17 (musica: Tomas Haake, Fredrik Thordendal)
4. Transfixion – 3:33 (musica: Mårten Hagström, Fredrik Thordendal)
5. Vanished – 5:04
6. Acrid Placidity – 3:15 (musica: Mårten Hagström)
7. Inside What's Within Behind – 4:30 (musica: Jens Kidman, Fredrik Thordendal)
8. Terminal Illusions – 3:47 (testo: Jens Kidman)
9. Suffer in Truth – 4:19 (Jens Kidman)
10. Sublevels – 5:14

Tracce bonus nell'edizione giapponese
1. Humiliative – 5:15 (musica: Jens Kidman, Thordendal)
2. Ritual – 6:15 (Jens Kidman)
3. Gods of Rapture – 4:55

Tracce bonus nella riedizione
1. Vanished (Demo) – 5:34
2. Suffer in Truth (Demo) – 4:19 (Jens Kidman)
3. Inside What's Within Behind – 4:10 (musica: Jens Kidman, Fredrik Thordendal)
4. Gods of Rapture (Live) – 4:53
5. Aztec Two-Step – 10:43 (testo: Tomas Haake – musica: Meshuggah)

## Formazione
- Jens Kidman – voce
- Fredrik Thordendal – chitarra solista, tastiera
- Mårten Hagström – chitarra ritmica
- Tomas Haake – batteria
- Peter Nordin – basso